# Ion Macridescu
Ion Macridescu (n.? - d.?) a fost un general și medic român, membru în Senatul legionar  de la înființarea sa din 1929.. Macridescu a participat activ la nunta lui Corneliu Zelea Codreanu. 